# تريفور لينن
تريفور لينن (بالإنجليزية: Trevor Lunn)‏ هو سياسي بريطاني، ولد في 29 يونيو 1946. حزبياً، نشط في حزب التحالف لأيرلندا الشمالية ‏.

## مناصب
- في انتخابات الجمعية التشريعية لأيرلندا الشمالية،  2007 [الإنجليزية]‏، انتخب عضو الجمعية التشريعية الثالثة لأيرلندا الشمالية عن دائرة وادي لاغان [الإنجليزية]‏ وقد انضم خلال فترته النيابية ‏ (9 مارس 2007 – 24 مارس 2011) للكتلة البرلمانية حزب التحالف لأيرلندا الشمالية [الإنجليزية]‏.
- في انتخابات الجمعية التشريعية لأيرلندا الشمالية، 2011 [الإنجليزية]‏، انتخب عضو الجمعية التشريعية الرابعة لأيرلندا الشمالية ‏ عن دائرة وادي لاغان [الإنجليزية]‏ وقد انضم خلال فترته النيابية ‏ (6 مايو 2011 – 24 مارس 2016) للكتلة البرلمانية حزب التحالف لأيرلندا الشمالية [الإنجليزية]‏.
- في 2016 Northern Ireland Assembly election [الإنجليزية]‏، انتخب Member of the 5th Northern Ireland Assembly ‏ عن دائرة وادي لاغان [الإنجليزية]‏ وقد انضم خلال فترته النيابية ‏ (7 مايو 2016 – 26 يناير 2017) للكتلة البرلمانية حزب التحالف لأيرلندا الشمالية [الإنجليزية]‏.
- في انتخابات جمعية أيرلندا الشمالية 2017 [الإنجليزية]‏، انتخب Member of the 6th Northern Ireland Assembly ‏ عن دائرة وادي لاغان [الإنجليزية]‏ وقد انضم خلال فترته النيابية ‏ (3 مارس 2017 – ) للكتلة البرلمانية حزب التحالف لأيرلندا الشمالية [الإنجليزية]‏.